# Кунис, Мила
Ми́ла Ку́нис (англ. Mila Kunis; имя при рождении — Миле́на Ма́рковна Ку́нис (укр. Міле́на Ма́рківна Ку́ніс); род. 14 августа 1983, Черновцы, Украинская ССР, СССР) — американская актриса кино и телевидения.
Мила Кунис начала карьеру в 1993 году, снявшись в нескольких рекламных роликах. В 14 лет получила роль Джеки в телесериале «Шоу 70-х», в котором снималась на протяжении восьми лет. С 1999 года актриса озвучивает Мег Гриффин в анимационном сериале «Гриффины». Её прорыв в кино произошёл в 2008 году с ролью в фильме «В пролёте». За свою тридцатилетнюю карьеру снялась во множестве разножанровых фильмов, среди которых «Макс Пэйн», «Книга Илая», «Секс по дружбе», «Третий лишний», «Оз: Великий и Ужасный» и дилогия «Очень плохие мамочки». Одной из наиболее значимых ролей актрисы в кино является роль балерины Лили в фильме «Чёрный лебедь», за которую она была награждена премией «Сатурн» и номинировалась на «Золотой глобус» и Премию Гильдии киноактёров США за лучшую женскую роль второго плана.
Помимо кино, Кунис активно занимается и модельным бизнесом — её фотографии неоднократно появлялись на обложках многих журналов. Сотрудничала с домом моды Christian Dior и брендом Gemfields. Была неоднократно признана одной из самых высокооплачиваемых актрис Голливуда.

## Детство и юность
Родилась 14 августа 1983 года в Черновцах (Украинская ССР) в еврейской семье. Её мать Эльвира — бывшая учительница физики, позже управлявшая аптекой; отец Марк Борисович — в прошлом инженер-механик на черновицком заводе «Легмаш», затем работал таксистом. У Милы есть старший брат Михаил. Её дедушка и бабушка пережили Холокост. В интервью 2011 года она заявила, что у родителей были «удивительные места работы», ей «очень повезло», и семья «не была бедной».
Родным языком актрисы является русский. В 2022 году в подкасте Conan O’Brien Needs a Friend Кунис подтвердила, что не говорит по-украински, поскольку, по её словам, в период проживания в СССР русский язык был основным в общении. Детей не обучали украинскому языку в школе до второго класса, когда на тот момент Кунис уже переехала в США.
В 1991 году в семилетнем возрасте Мила с семьёй иммигрировала в США и поселилась в Лос-Анджелесе. Во время переезда у них было всего 250 долларов наличными. «Это было всё, что нам разрешили взять с собой. Мои родители отказались от хороших рабочих мест и степеней, которые не подлежали передаче. Мы прибыли в Нью-Йорк в среду, и в утро пятницы мой брат и я уже учились в Лос-Анджелесе», — вспоминала актриса. По её мнению, решение покинуть СССР было связано с «отсутствием будущего» для неё и брата. Другой причиной переезда в США Кунис называла проявление в Советском Союзе антисемитизма. Она заявила, что родители «воспитывали её как еврейку, насколько могли», хотя религия в СССР притеснялась. Во второй день пребывания в Лос-Анджелесе Мила была зачислена в начальную школу Роузвуд, при этом не владея английским языком. Некоторое время из-за незнания языка Мила испытывала трудности в учёбе. В биографических источниках сообщалось, что Кунис осваивала английский язык благодаря телешоу «Цена удачи», однако в 2009 году актриса опровергла эту информацию.

«У меня полностью вытеснились воспоминания о втором классе. Я не помню этого. Я всегда разговариваю с моей мамой и бабушкой об этом. Потому что я плакала каждый день. Я не понимала культуру. Я не понимала людей. Я не понимала язык. Моё первое предложение в эссе при поступлении в колледж было: „Представьте себя глухой и слепой в семь лет“. Так примерно я себя и ощущала при переезде в Штаты. Но я довольно быстро справилась с этим».
Оригинальный текст (англ.)"I blocked out second grade completely. I have no recollection of it. I always talk to my mom and my grandma about it. It was because I cried every day. I didn't understand the culture. I didn't understand the people. I didn't understand the language. My first sentence of my essay to get into college was like, 'Imagine being blind and deaf at age seven.' And that's kind of what it felt like moving to the States. But I got over it pretty fast."
В Лос-Анджелесе Мила поступила в среднюю школу Хьюберта Хоува Бэнкрофта. В старших классах прямо на съёмочной площадке телесериала «Шоу 70-х» с ней занимался приглашённый репетитор. В перерывах между съёмками она недолго посещала Лос-Анджелесский центр для углублённых занятий, затем из-за актёрских обязательств перешла в высшую школу Фэрфакса, которую окончила в 2001 году. Некоторое время она также училась в двух других университетах Лос-Анджелеса: Калифорнийском и Лойоле Мэримаунт.

## Карьера

### 1992—2001: Ранние работы и «Гриффины»
В девять лет Кунис была зачислена в школу актёрского мастерства в Беверли-Хиллз. Там она встретила Сьюзен Кёртис, которая стала её менеджером. Карьера актрисы началась в 1993 году с появления в рекламах линии продуктов Лизы Франк и кукол Барби. Спустя год Кунис начала сниматься в небольших эпизодах на телевидении. Её дебют состоялся в одной из серий популярной мыльной оперы «Дни нашей жизни», где она сыграла юную Хоуп Уильямс. В 1995 году она рассматривалась на главную роль русской еврейки в короткометражном фильме «Загадай желание, Молли», однако в итоге ей был отведён второстепенный персонаж — девочка мексиканского происхождения. До 1998 года Кунис получала незначительные или второстепенные роли в телесериалах и фильмах. В 1996 году она появилась в 4 эпизодах многосерийной драмы «Седьмое небо». В 1996—1998 годах исполнила роли второго плана в фильмах «Силач Санта-Клаус» (1996), «Дорогая, мы себя уменьшили» (1997) и «Джиа» (1998), где в последнем Кунис сыграла модель Джию Каранджи в детстве.
В 1998 году актриса прошла кастинг на роль избалованной молодой девушки Джеки Бурхарт в сериал «Шоу 70-х». Кандидаты на роль должны были быть старше 18 лет, и 14-летняя Мила Кунис на вопрос о своём возрасте ответила, что скоро у неё день рождения, не уточнив, сколько ей исполнится. Своим талантом девочка так поразила режиссёра, что, когда обман раскрылся, её всё-таки утвердили на роль. Всего с 1998 по 2006 год Мила снялась во всех 8 сезонах (200 эпизодах) ситкома. Участие в сериале принесло актрисе множество наград и номинаций — уже в 16 лет Кунис была удостоена первой молодёжной награды YoungStar Award, которую она повторно получила через год. Помимо YoungStar, Кунис 7 раз номинировалась на премию Teen Choice Awards, но не выиграла ни одну из них.
В 1999 году Мила была приглашена в мультсериал «Гриффины» для озвучивания девочки-подростка Мег. До неё в проекте принимала участие Лейси Шабер. После первого прослушивания создатель мультсериала Сет Макфарлейн поручил Кунис при озвучке говорить медленнее, а затем попросил её приехать вновь через некоторое время. Когда Мила смогла освоить речь, Макфарлейн нанял её. Позже он сказал:

 «Я скажу, что Лэйси сделала феноменальную работу, но насчёт Милы — что-то очень естественное было при Миле. Ей было 15 лет, когда она начала, таким образом, вы слушали 15-летнюю».
Оригинальный текст (англ.)"I say that Lacey did a phenomenal job, but there was something about Mila – something very natural about Mila. She was 15 when she started, so you were listening to a 15-year-old."

За озвучку Мег Мила номинировалась на премию «Энни» в 2007 году. Также озвучила Мег в видеоигре Family Guy Video Game! и полнометражном мультфильме «Стьюи Гриффин: Нерассказанная история».

### 2001—2008: Начало карьеры в кино

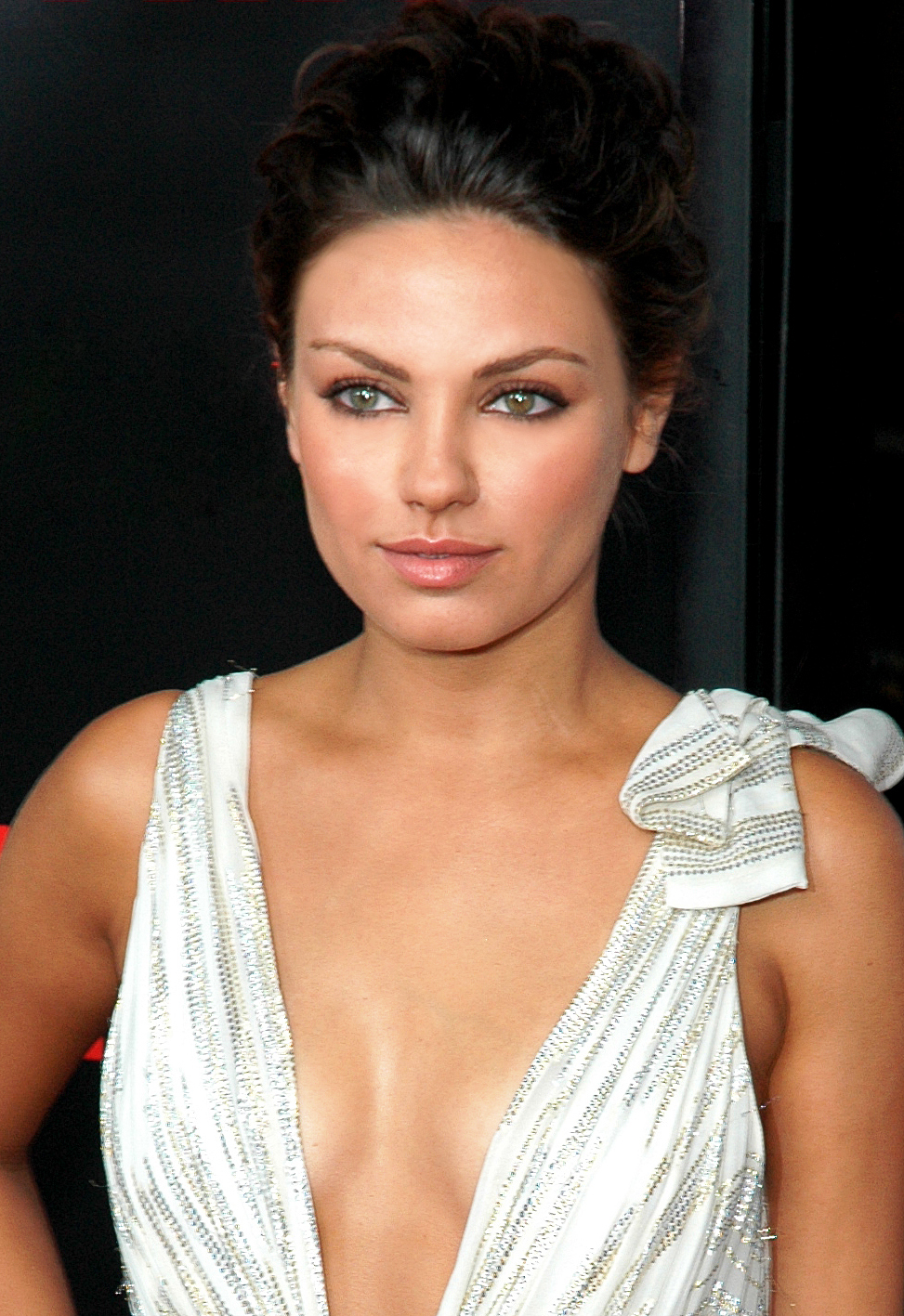
Мила Кунис на премьере фильма «Макс Пэйн» в 2008 году

2001 год начался для актрисы с появления в фильме «Вирус любви» в роли подруги главной героини в исполнении Кирстен Данст. А уже через год она сыграла свою первую главную роль в сиквеле триллера «Американский психопат», вышедшем сразу на DVD. Однако на критиков кинолента не произвела впечатления. Позже Кунис признавалась, что сама была разочарована фильмом, и высказывалась против создания третьей части. По её словам, она не знала, что этот фильм являлся продолжением.
С 2003 по 2007 год в карьере Кунис произошёл застой: в этот период она практически не снималась в кино, появившись лишь в нескольких малозаметных фильмах и эпизодах на телевидении.
Прорывом для Кунис стала роль Рэйчел в ленте «В пролёте» (2008) режиссёра Николаса Столлера. Продюсером фильма также стал Джадд Апатоу. Мила получила роль, когда она не прошла прослушивание в другой проект Апатоу — «Немножко беременна». Кроме того, девушке разрешили импровизировать в фильме. Критики положительно отозвались об игре Кунис, а сама комедия имела коммерческий успех. Актриса была номинирована на премию Teen Choice Awards. Годом позже в интервью Кунис рассказывала, что именно Апатоу дал толчок её дальнейшей карьере после телесериала «Шоу 70-х».
В этом же году Кунис появилась в экранизации игры Max Payne с Марком Уолбергом в главной роли, где она сыграла роль наёмной убийцы Моны Сакс. Во время подготовки к съёмкам Мила проходила курсы обучения по стрельбе, боксу и боевым искусствам. Фильм стал успешным в финансовом плане, а Мила в очередной раз была номинирована на премию Teen Choice Awards.

### 2009—2012: Прорыв в кино и признание

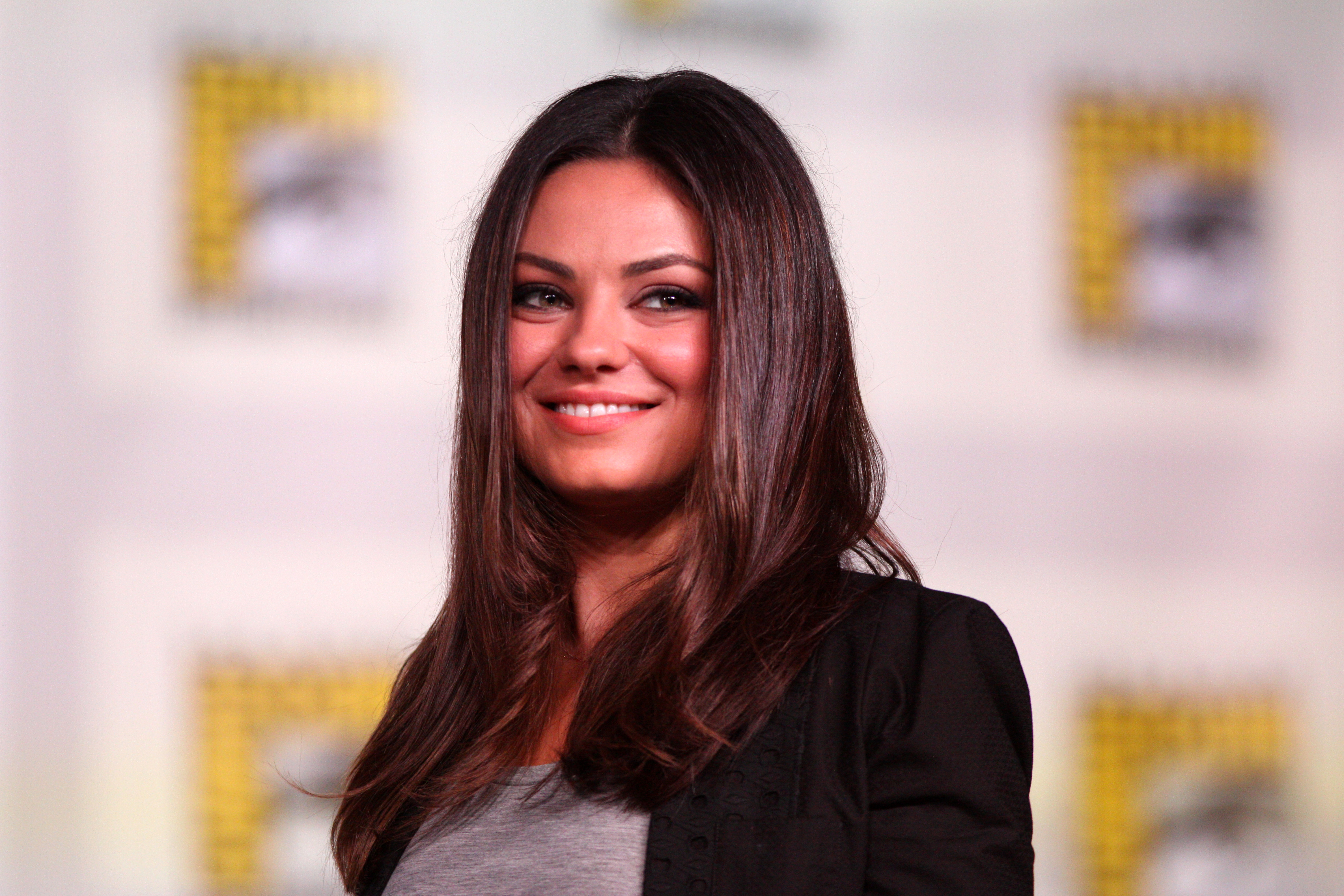
Мила Кунис на фестивале San Diego Comic-Con International в 2009 году

В 2009 году Мила появилась в комедийном фильме «Экстракт» вместе с Беном Аффлеком и Джейсоном Бейтманом. На съёмочной площадке актриса смогла удивить режиссёра Майка Джаджа, сделав отсылку на короткометражный мультфильм «Отвергнутые». Впоследствии Джадж говорил: «Мила прекрасна, и вы бы поверили, что, возможно, она будет пересекаться с вами в реальном мире». Когда Джадж увидел Кунис в фильме «В пролёте», он сразу же захотел утвердить её на роль в свой проект: «Я просто подумал: „Вау, эта девушка идеальна“». Кунис в свою очередь заявляла: «Я большая поклонница „Офисного пространства“ Майка Джаджа, и я типа такая: „Окей, это очень простое решение“. Я сказала им, что сделаю всё необходимое для участия в производстве, типа услуги мастерства или, скажем, актёрского дела».
В начале 2010 года вышел постапокалиптический боевик «Книга Илая», где Кунис исполнила роль Солары, попутчицы главного героя. Её партнёрами по съёмочной площадке стали Дензел Вашингтон и Гэри Олдмен. До назначения Кунис роль Солары предлагали Кристен Стюарт, но она отказалась. Фильм получил смешанные отзывы критиков, однако кассовые сборы окупили бюджет почти в 2 раза. Мила вновь была удостоена номинации на Teen Choice Awards.
В конце 2010 года в прокат вышел психологический триллер Даррена Аронофски «Чёрный лебедь», где Кунис и Натали Портман сыграли балерин-соперниц — Лили и Нину соответственно. Портман предложила режиссёру кандидатуру Милы Кунис на роль Лили, так как они были близкими подругами. Аронофски прислушался к ней и предложил Кунис роль через Skype без прослушивания. Позже, когда актриса была утверждена на роль, она так описала свою героиню: «Мой персонаж очень свободный… У неё не такая хорошая техника, как у персонажа Натали, но в ней больше страсти, естественности. Вот чего Нине не хватает». При подготовке к съёмкам Мила каждый день по 4 часа занималась балетом и сидела на жёсткой диете. Во время съёмок не обходилось и без травм: у Милы были разрыв связки и вывих плеча. Эти усилия не прошли даром: фильм получил широкое признание кинокритиков и был номинирован на пять премий «Оскар». Участие актрисы в фильме принесло ей не только победу на церемонии вручения премии «Сатурн», но и номинации на первые престижные награды «Золотой глобус» и Гильдии киноактёров США за лучшую женскую роль второго плана. Также, по мнению большей части мировых кинокритиков, Кунис была одной из ключевых претенденток на премию «Оскар» в той же категории, однако из шорт-листа её вытеснила актриса Джеки Уивер.
В 2011 году Кунис снялась в романтической комедии «Секс по дружбе» совместно с Джастином Тимберлейком. По словам режиссёра Уилла Глака, роли создавались именно для Кунис и Тимберлейка. Во время работы над фильмом выяснилось, что оригинальное название другой комедии «Больше чем секс», вышедшей в январе 2011 года, могло бы быть Friends with Benefits. Однако название пришлось поменять, поскольку проект «Секс по дружбе» уже существовал под таким же названием. Перед выходом фильма в широкий прокат Кунис и Тимберлейк дали интервью, где Мила сказала: «Я не вижу сходства между этими фильмами. Я смотрела „Больше чем секс“. Я думаю, это здорово. Я думаю, Натали Портман и Эштон Кутчер сделали потрясающую работу. Это просто два разных фильма». Сама комедия добилась успеха в прокате и получила положительные отзывы от критиков, которые отметили «химию» между актёрами.
В 2012 году Кунис вновь стала партнёром Марка Уолберга в комедии режиссёра Сета Макфарлейна «Третий лишний», сыграв роль Лори, подруги главного героя. При задумке данного проекта Макфарлейн посчитал Кунис слишком молодой для этой роли. Тем не менее, когда комедия была запущена в производство, она была утверждена на роль.

### 2013 — наст. время: Новые и будущие проекты
В 2013 году актриса появилась в роли ведьмы Теодоры в фэнтезийном фильме «Оз: Великий и Ужасный», где её коллегами по съёмочной площадке были Джеймс Франко, Мишель Уильямс и Рэйчел Вайс. Кунис посвятила свою роль Маргарет Хэмилтон, игравшей злую ведьму Запада в фильме «Волшебник страны Оз» 1939 года. Поскольку Мила снималась в двух образах, для трансформации в ведьму Запада применялись сложный грим и протезирование. Актрису лично контролировал мастер Грег Никотеро. Процесс нанесения грима на кожу занимал четыре часа, а его удаления — час. Кунис рассказывала, что после окончания съёмок ей понадобилось два месяца на восстановление кожи.
После крупной роли в «Озе: Великом и Ужасном» актриса отошла от масштабных кинопроектов и сосредоточилась на независимых фильмах с невысоким бюджетом. Так, в период с 2013 по 2014 год она появилась в триллере «Кровные узы», сыграв подругу бывшего заключённого в исполнении Клайва Оуэна, мелодраме «Третья персона» (в роли девушки, обвинённой в попытке убийства сына) и трагикомедии «Этим утром в Нью-Йорке», где Кунис исполнила роль доктора, пытающегося найти сбежавшего из больницы пациента (сыгранного Робином Уильямсом). Все три фильма прошли малозамеченными и получили оценки от смешанных до резко отрицательных.

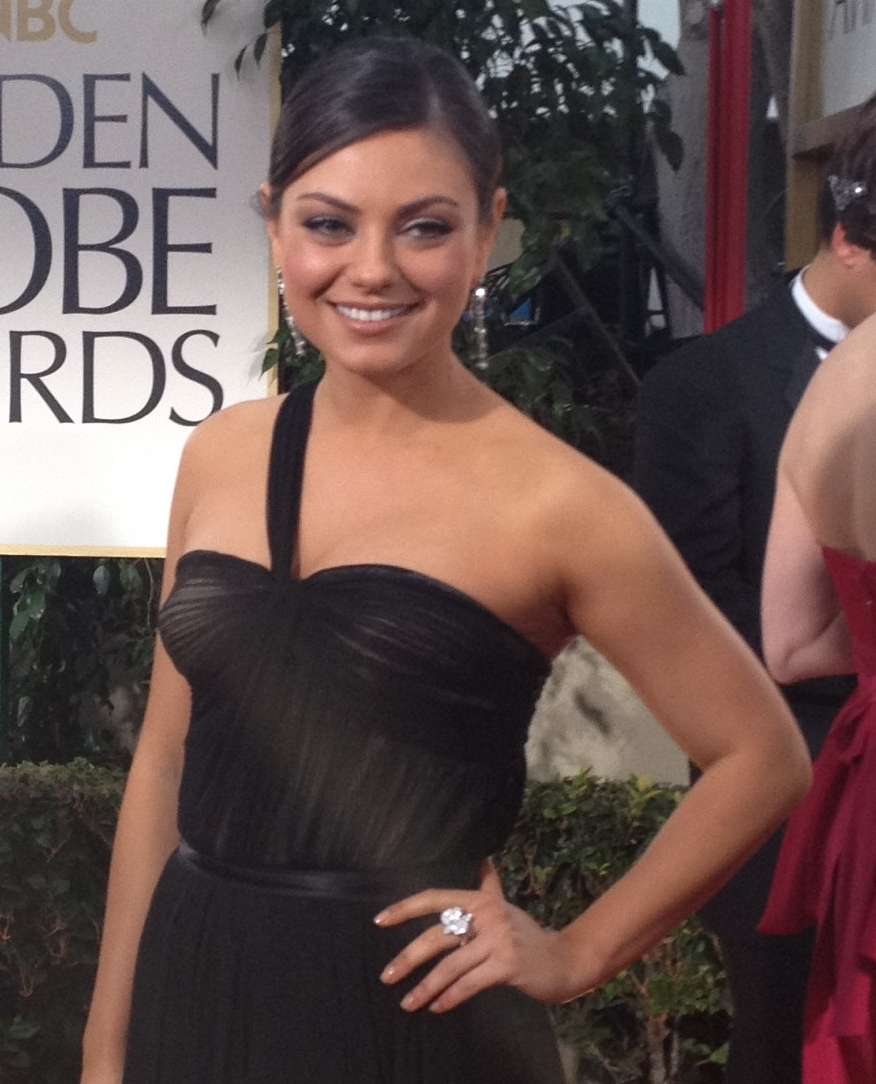
Мила Кунис на 69-й церемонии вручения премии «Золотой глобус» в 2012 году

В октябре 2014 года было объявлено, что Кунис вместе со своими партнёрами запустила новую производственную компанию Orchard Farm Productions. Компания заключила сделку с ABC Studios, согласно которой она будет разрабатывать телевизионные проекты для обычного вещания и кабельного телевидения.
В 2015 году актриса вернулась на большие экраны, снявшись в космической опере «Восхождение Юпитер» вместе с Ченнингом Татумом. Кунис описывала свою героиню Юпитер Джонс как «несчастную с её работой и жизнью, но также ленивую и без каких-либо устремлений сделать что-нибудь с этим до тех пор, пока её не найдёт Кейн», а одной из основных тематик фильма она называла «потребительство».
В 2016 году, впервые после «Третьего лишнего», Кунис приняла участие в комедийном проекте. Им стал фильм «Очень плохие мамочки», где актриса работала с партнёрами по съёмочной площадке Кристен Белл и Кэтрин Хан. После финансового успеха фильма в 2017 году вышло продолжение «Очень плохие мамочки 2» (первый сиквел в карьере актрисы), в котором Кунис, Белл и Хан повторили свои роли.
В 2018 году Мила Кунис появилась в комедийном боевике «Шпион, который меня кинул» вместе с Кейт Маккиннон. Рассуждая о своей героине, актриса высказала мнение о том, каким бы из неё вышел секретный агент: «Я миниатюрная, поэтому могу протиснуться сквозь железные прутья. Я разговариваю на трёх языках. Это мои навыки. Мне хотелось передать этот образ».
В 2020 году актриса сыграла одну из своих немногих драматических ролей в фильме «Четыре хороших дня», где она перевоплотилась в наркозависимую девушку. При подготовке к роли Кунис посещала собрания анонимных наркоманов и просматривала видео на YouTube с их участием. Для вживания в образ Кунис сбросила 20 фунтов веса и во время съёмок носила протез «метамфетаминовых зубов». Также для максимальной достоверности от неё требовалось показать нервные судороги «наркоманки-щипача». По признанию актрисы, эта роль «была самой сложной из всех», которую она на себя брала.
В 2022 году Кунис снялась в триллере Netflix «Самая везучая девушка», экранизации одноимённого романа Джессики Нолл. Она также выступила исполнительным продюсером проекта через свою компанию Orchard Farm Productions.
В 2024 году актриса сыграла главную роль совместно с Майклом Китоном в комедии «Отец года». Кроме того, она вновь взяла на себя обязанности исполнительного продюсера фильма.

## Деятельность вне кино
В 2007 году Кунис участвовала в видеоролике «Funny or Die» вместе с Джеймсом Франко. Видео являлось пародией на телесериал «Голливудские холмы» и имело успех — оно было просмотрено более 2,4 млн раз. В 2008 году Кунис снялась в ролике «Shine Your Own Star» компании Gap.
Актриса также появилась на обложках многочисленных журналов: Complex, Nylon, Cosmopolitan, W, Harper’s Bazaar, Glamour и других. В 2013 году журнал Forbes разместил актрису на 89 месте в списке ста самых влиятельных знаменитостей, причём по доходности она занимала 14 место. На конец 2013 года актрисой было заработано 11 млн долларов. В 2017 году заняла 5 место в списке самых высокооплачиваемых актрис Голливуда с доходом в 15,5 млн долларов.
В начале 2012 года Мила Кунис подписала контракт с домом моды Christian Dior и стала лицом весенней коллекции сумок. В феврале 2013 года бренд Gemfields, производящий изумруды, рубины и аметисты, объявил актрису лицом их рекламной кампании. В рамках изучения бренда Мила посещала шахту в Замбии. На мировой премьере фильма «Восхождение Юпитер» Кунис появилась с рубинами от компании.
Кроме того, Мила снялась в нескольких видеоклипах. В 1999 году она появилась в клипе рок-группы Cheap Trick «In the Street». Также приняла участие в роликах Vitamin C, Kiss, Aerosmith, The Strokes, Джоэла Мэддена и Норы Джонс.

## Оценки

### Творчество
Мила Кунис снимается в фильмах различных жанров, в основном она играет положительных персонажей. По признанию самой актрисы, она предпочитает появляться в комедиях, нежели в драмах, поскольку находит в них «что-то, что ей нравится». В одном интервью она сказала:

«Их так же сложно, если не сложнее, производить, по сравнению с драмами. Вы работаете 17 часов в день, и в то же время пытаетесь делать вещи и разными, и смешными, и связанными на экране».
Оригинальный текст (англ.)"They’re just as hard, if not harder, to make work, compared with a drama. You work 17 hours a day, and you have to try to make things different and funny and relatable onscreen all at the same time."

Одной из первых ролей Кунис, положительно воспринятой кинокритиками, стала комедия «В пролёте». Джо Моргенштерн из The Wall Street Journal оценил её «естественную красоту и целенаправленную энергию», в то время как Джеймс Берардинелли писал, что она «знаток своей работы и разбирается в понятии чувства юмора».
А вот образ Моны Сакс в боевике «Макс Пэйн» не все критики приняли благосклонно: многие из них негативно оценили игру Милы и посчитали её неподходящей на эту роль. Трэвис Эствулд из Boise Weekly писал, что «она совершила ужасную ошибку, взяв на себя исполнение низкорослого криминального босса с щебечущим голосом». Режиссёр Джон Мур защитил Кунис: «Мила просто поразила нас… Она не была очевидным выбором, но она хорошо изобразила Мону. Мы нуждались в ком-то, кто не будет только пижоном или задним фоном Максу».
Многие критики были довольны игрой Кунис в боевике «Книга Илая». Ричард Роупер из Chicago Sun-Times похвалил актрису, заявив, что «её работа особенно сильна», а Пит Хэммонд из журнала Boxoffice написал, что она «идеально сыграла ключевую женскую роль». Колин Коверт из Star Tribune отметил, что «она вызвала искру и довела градус решительности своей героине, развив независимого женского персонажа, который не всегда нуждается в спасении». Тем не менее Клаудия Пуиг из USA Today посчитала роль актрисы неудачной, заявив, что «она выглядела так, будто пришла из рекламы Ray-Ban».
Рецензии об игре Кунис в психологическом триллере «Чёрный лебедь» также были положительными: Кирк Хоникатт из The Hollywood Reporter заявил, что «Кунис — отличная альтернатива Портман; такая же податливая и мрачная, но с самоуверенной ухмылкой, в то время как Портман — наивная и боязливая».
В фильме «Секс по дружбе» критики тоже хвалили Кунис. Манола Даргис из газеты The New York Times написала, что «г-жа Кунис быстро доказывает свою одарённость, продолжая радовать мейнстримовыми романтическими комедиями» и «её энергия бодрящая и экспансивная, а её присутствие в фильме такое яркое, что она заполняет весь экран».
За несколько дней до выхода в США фильма «Третий лишний» сотрудник сайта HitFix Дрю Макквини писала о Миле: «Мила Кунис, кажется, становится красивее с каждым годом, но что ещё более важно, она становится лучше и лучше как исполнитель, и она приносит некоторые прекрасные тонкие изящные нотки в роль, которая легко могла быть просто образом „назойливой подруги“».
Весьма неоднозначно критики оценили Кунис в фэнтези «Оз: Великий и Ужасный». Писатель Ким Ньюман отмечал: «Мила Кунис легко одерживает победу как нерешительная ведьма Теодора, чьё разбитое сердце преподносит ещё одну, менее ожидаемую глубину этому 3D-зрелищу». Тодд Маккарти посчитал роль актрисы «сомнительной, поскольку её героиня была в состоянии неопределённости».
В «Третьей персоне» игра актрисы получила благоприятные отзывы от некоторых кинокритиков за перевоплощение в девушку Джулию, обвинённую в попытке убийства собственного сына и пытающуюся вернуть опеку над ним. В частности, Дебора Янг из The Hollywood Reporter писала, что эта роль даёт ей «огромную возможность выразить свой талант» и она «придаёт своей истории яркую интенсивность».
Высоких оценок Кунис была удостоена за фильм «Четыре хороших дня». Пит Хэммонд из Deadline Hollywood писал, что актриса в данной кинокартине стала для него «откровением», между тем как Ричард Роупер заключил, что она исполнила одну из своих лучших ролей в карьере.
За работу в триллере «Самая везучая девушка» актриса получила различные оценки рецензентов, которые варьировались от смешанно-отрицательных до крайне положительных. Критик Тодд Маккарти счёл Кунис «почти постоянно напряжённой и сильно зажатой», а Ричард Лоусон — «не взявшей себя в руки в своей игре». Ричард Роупер, напротив, однозначно признал её роль «великолепной» и «впечатляющей», как и Эрик Массото, посчитавший перевоплощение актрисы лучшим в карьере.

### СМИ
Кунис также многократно освещалась в СМИ. Журнал GQ в 2011 году назвал её «Нокаутом года», а Men's Health назвал девушку одной из «100 самых горячих женщин всех времён». Церемония Spike Guys' Choice Awards также не могла пройти мимо Милы и вручила ей две награды в 2009 и 2011 годах. Журнал FHM поместил её на 9 место в списке Hot 100 list, а по версии журнала Maxim Кунис заняла 5 место в списке Hot 100 list в 2009 и 2011 годах, и 3 место в 2012 году. Кроме того, Мила дважды заняла 2 место в списках TOP 99 Women 2011 и TOP 99 Women 2013 по версии мужского интернет-журнала AskMen. В октябре 2012 года по версии журнала Esquire Кунис была признана самой сексуальной женщиной в мире.

## Личная жизнь

### Отношения и друзья

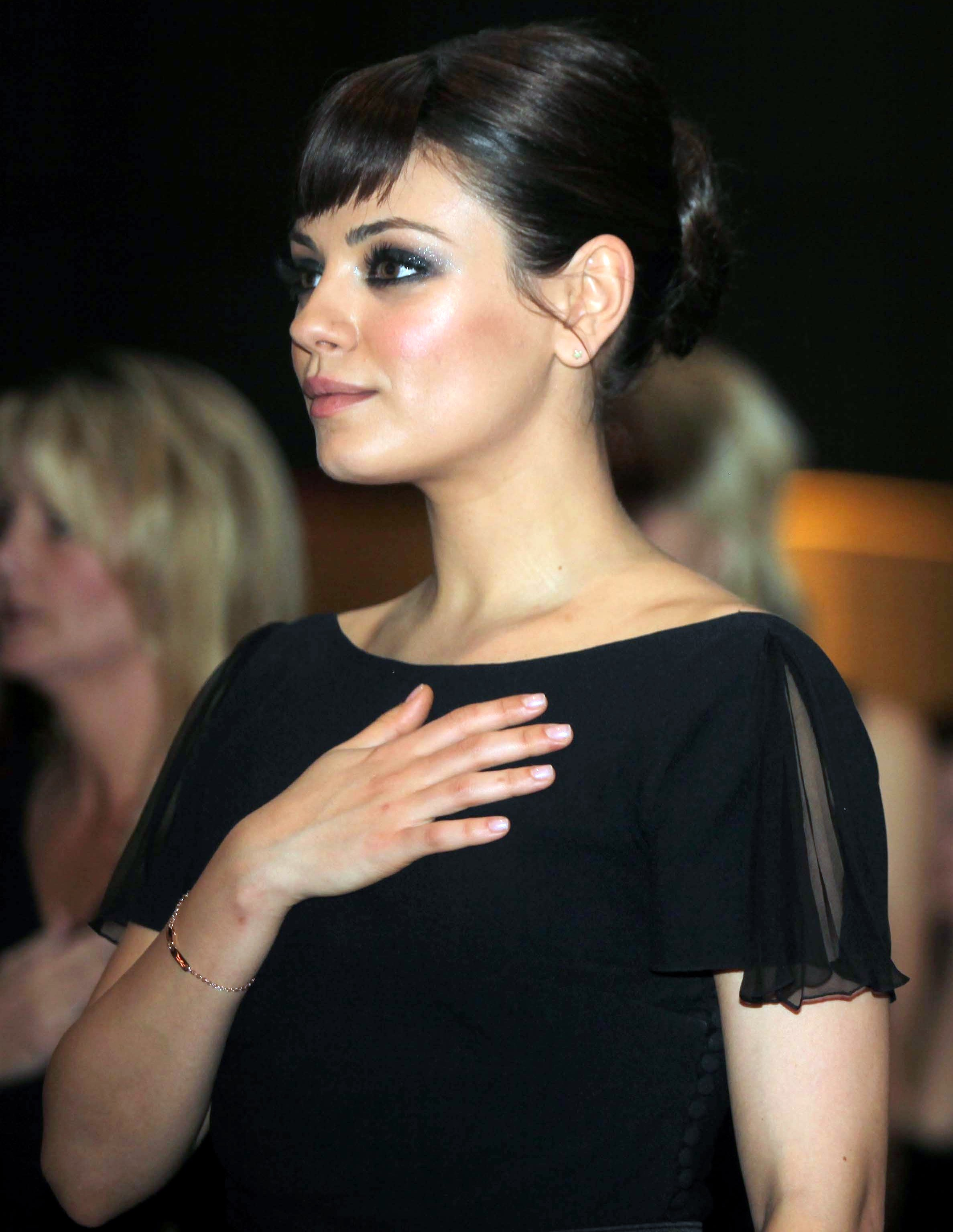
Мила Кунис на балу морских пехотинцев в 2011 году

С 2002 по 2011 год Кунис встречалась с Маколеем Калкиным. В прессе ходили слухи о женитьбе пары, однако Мила опровергала это. В интервью журналу BlackBook Кунис заявила, что брак — это не самое важное для неё. 3 января 2011 года было подтверждено, что Калкин и Кунис закончили отношения. Официальный представитель актрисы пояснил, что расставание было мирным, и они остаются близкими друзьями. После этого Калкин впал в депрессию и начал употреблять героин. В августе 2012 года ему стало плохо на улице.
Мила была давней знакомой семьи Майкла Джексона. До расставания с Калкиным она присутствовала вместе с ним на закрытых похоронах певца 3 сентября 2009 года.
В апреле 2012 года Мила начала отношения с Эштоном Кутчером, партнёром по сериалу «Шоу 70-х». В феврале 2014 года пара объявила о помолвке. 1 октября 2014 года у них родилась дочь Уайетт Изабель Кутчер. 4 июля 2015 года Кунис и Кутчер поженились в городе Оук-Глен, штат Калифорния. 30 ноября 2016 года у супругов родился второй ребёнок — сын Димитрий Портвуд Кутчер.

### Взгляды и увлечения
В одном интервью Мила рассказала, что является поклонницей компьютерной игры World of Warcraft. В другом интервью, которое Кунис дала Джимми Киммелу в 2008 году, она призналась, что не использует голосовой чат в игре, так как другие игроки узнают её голос. Также Кунис описала себя как «компьютерный ботаник» (нерд), однако она не имеет аккаунтов на сайтах Myspace, Facebook и Twitter.
На президентских выборах 2012 года актриса поддерживала Демократическую партию и Барака Обаму. В октябре 2012 года она подвергла критике деятельность Республиканской партии: «То, как республиканцы атакуют женщин, оскорбляет меня. И то, как они говорят о религии в целом, тоже оскорбительно. Я могу не быть практикующей иудейкой, но почему мы должны говорить об Иисусе всё время?»
4 марта 2022 года актриса вместе с Эштоном Кутчером открыла страницу на платформе GoFundMe для оказания помощи беженцам, пострадавшим в ходе вторжения России на Украину, а также заявила, что считает себя украинкой и гордится этим. Кунис лично выделила 3 млн долларов, а также объявила о сотрудничестве с организациями Airbnb и Flexport. К середине марта актёрами было пожертвовано более 30 млн долларов.

### Прочее
14 сентября 2011 года Кунис стала одной из жертв хакерских атак на мобильные телефоны и аккаунты знаменитостей, среди которых также оказались Скарлетт Йоханссон и Ванесса Хадженс. Вскоре после расследования ФБР виновным был признан Кристофер Чейни из Джэксонвилла (штат Флорида), позже подтвердивший девять случаев взлома компьютеров.
В ноябре 2011 года Кунис была на свидании с сержантом Скоттом Муром. В июле того же года она согласилась встретиться с ним после того, когда Мур выложил на сайте YouTube видеообращение к ней. Тогда он находился на службе в провинции Гильменд в Афганистане.

### Проблемы со здоровьем
В январе 2011 года Мила призналась, что страдала хроническим иритом, из-за чего она временно ослепла на один глаз. В конце 2010 года актрисе была проведена успешная операция. У Кунис также с детства развилась гетерохромия: её левый глаз светло-коричневого цвета, правый — зелёного.

## Фильмография
| Год       |     | Русское название                     | Оригинальное название                                | Роль                          |
| --------- | --- | ------------------------------------ | ---------------------------------------------------- | ----------------------------- |
| 1994      | с   | Дни нашей жизни                      | Days of our Lives                                    | Хоуп Уильямс в детстве        |
| 1994—1995 | с   | Спасатели Малибу                     | Baywatch                                             | Энни / Бонни                  |
| 1995      | с   | Шоу Джона Ларрокетта                 | The John Larroquette Show                            | Люси                          |
| 1995      | ф   | Загадай желание, Молли               | Make a Wish, Molly                                   | Мелинда                       |
| 1995      | ф   | Пиранья                              | Piranha                                              | Сьюзи Гроугэн                 |
| 1995      | с   | Гудзон-стрит                         | Hudson Street                                        | Дэйвон                        |
| 1996      | с   | Несчастливы вместе                   | Unhappily Ever After                                 | Хлоя                          |
| 1996      | ф   | Силач Санта-Клаус                    | Santa with Muscles                                   | Сара                          |
| 1996—1997 | с   | Ник Френо: Дипломированный учитель   | Nick Freno: Licensed Teacher                         | Анна-Мария Дель Боно          |
| 1996—1997 | с   | Седьмое небо                         | 7th Heaven                                           | Эшли                          |
| 1997      | с   | Крутой Уокер: правосудие по-техасски | Walker, Texas Ranger                                 | Пеппер                        |
| 1997      | ф   | Дорогая, мы себя уменьшили           | Honey, We Shrunk Ourselves                           | Джилл                         |
| 1998—2006 | с   | Шоу 70-х                             | That '70s Show                                       | Джеки Бурхарт                 |
| 1998      | с   | Золотые крылья Пенсаколы             | Pensacola: Wings of Gold                             | Джесси Кервуд                 |
| 1998      | тф  | Джиа                                 | Gia                                                  | Джиа Каранджи в 11 лет        |
| 1998      | ф   | Племя Криппендорфа                   | Krippendorf's Tribe                                  | Эбби Торнквист                |
| 1998      | ф   | Убийца из прошлого                   | Milo                                                 | Мэртис                        |
| 1999—2023 | мс  | Гриффины                             | Family Guy                                           | Мег Гриффин                   |
| 2001      | ф   | Вирус любви                          | Get Over It                                          | Бэйсин                        |
| 2002      | в   | Американский психопат 2              | American Psycho II: All American Girl                | Рэйчел Ньюман                 |
| 2002      | с   | Безумное телевидение                 | MADtv                                                | Дэйзи                         |
| 2002      | с   | Будь собой                           | Get Real                                             | Тэйлор Вохн                   |
| 2004      | кор | Латинский любовник                   | The Latin Lover                                      | девушка на улице              |
| 2004      | ф   | Свадьба Тони и Тины                  | Tony 'n' Tina's Wedding                              | Тина                          |
| 2004      | с   | Основа для жизни                     | Grounded for Life                                    | Лана                          |
| 2005—2012 | мс  | Робоцып                              | Robot Chicken                                        | девочка / «Фрогетта» / Сьюзан |
| 2005      | мф  | Stewie Griffin: The Untold Story     | Family Guy Presents Stewie Griffin: The Untold Story | Мег Гриффин                   |
| 2006      | ки  | Saints Row                           | Saints Row                                           | Таня                          |
| 2006      | ки  | Family Guy                           | Family Guy                                           | Мег Гриффин                   |
| 2007      | ф   | После секса                          | After Sex                                            | Никки                         |
| 2007      | ф   | Бегущий Макаллистер                  | Moving McAllister                                    | Мишель                        |
| 2007      | в   | Лагерь                               | Boot Camp                                            | Софи                          |
| 2008      | ф   | В пролёте                            | Forgetting Sarah Marshall                            | Рэйчел                        |
| 2008      | ф   | Макс Пэйн                            | Max Payne                                            | Мона Сакс                     |
| 2009      | ф   | Крутой Том                           | Tom Cool                                             | Малыш Мэтсон                  |
| 2009      | ф   | Экстракт                             | Extract                                              | Синди                         |
| 2009      | мс  | Шоу Кливленда                        | The Cleveland Show                                   | Мег Гриффин                   |
| 2010      | ф   | Книга Илая                           | The Book of Eli                                      | Солара                        |
| 2010      | ф   | Безумное свидание                    | Date Night                                           | Виппит                        |
| 2010      | ф   | Чёрный лебедь                        | Black Swan                                           | Лили                          |
| 2011      | ф   | Секс по дружбе                       | Friends with Benefits                                | Джейми Рейлис                 |
| 2011      | мс  | Хорошая атмосфера                    | Good Vibes                                           | камео                         |
| 2012      | ф   | Третий лишний                        | Ted                                                  | Лори Коллинз                  |
| 2012      | ф   | Цвет времени                         | The Color Of Time                                    | Кэтрин                        |
| 2013      | ф   | Оз: Великий и Ужасный                | Oz the Great and Powerful                            | Теодора                       |
| 2013      | ф   | Кровные узы                          | Blood Ties                                           | Натали                        |
| 2013      | с   | Два с половиной человека             | Two and a Half Men                                   | Вивиан                        |
| 2013      | ф   | Третья персона                       | Third Person                                         | Джулия                        |
| 2014      | ф   | Этим утром в Нью-Йорке               | The Angriest Man in Brooklyn                         | Шэрон Гилл                    |
| 2014      | ф   | Энни                                 | Annie                                                | Андреа Элвин                  |
| 2015      | ф   | Восхождение Юпитер                   | Jupiter Ascending                                    | Юпитер Джонс                  |
| 2015      | мф  | В ад и обратно                       | Hell & Back                                          | Дима                          |
| 2016      | ф   | Очень плохие мамочки                 | Bad Moms                                             | Эми Митчелл                   |
| 2017      | ф   | Очень плохие мамочки 2               | A Bad Moms Christmas                                 | Эми Митчелл                   |
| 2018      | ф   | Шпион, который меня кинул            | The Spy Who Dumped Me                                | Одри Стокман                  |
| 2019      | мф  | Волшебный парк Джун                  | Wonder Park                                          | Грета                         |
| 2020      | ф   | Четыре хороших дня                   | Four Good Days                                       | Молли                         |
| 2021      | ф   | Дать дуба в округе Юба               | Breaking News in Yuba County                         | Нэнси                         |
| 2022      | ф   | Самая везучая девушка                | Luckiest Girl Alive                                  | Тиффани Фанелли               |
| 2024      | ф   | Отец года                            | Goodrich                                             | Грейс Гудрич                  |
| 2025      | ф   | Достать ножи: Проснись, мертвец      | Wake Up Dead Man: A Knives Out Mystery               | Джеральдин Скотт              |

## Награды и номинации
Список предоставлен сайтом IMDb.com.
| Награда                                    | Год  | Категория                                                       | Фильм                 | Итог      |
| ------------------------------------------ | ---- | --------------------------------------------------------------- | --------------------- | --------- |
| Ассоциация кинокритиков Даллас Форт-Уэрта  | 2010 | Лучшая актриса второго плана                                    | Чёрный лебедь         | Номинация |
| Ассоциация кинокритиков центрального Огайо | 2011 | Лучший актёрский ансамбль                                       | Чёрный лебедь         | Номинация |
| Венецианский кинофестиваль                 | 2010 | Приз Марчелло Мастроянни лучшей молодой актрисе                 | Чёрный лебедь         | Победа    |
| Выбор критиков                             | 2011 | Лучшая актриса второго плана                                    | Чёрный лебедь         | Номинация |
| Выбор критиков                             | 2013 | Лучшая актриса в комедийном фильме                              | Третий лишний         | Номинация |
| Выбор народа                               | 2012 | Любимая комедийная актриса                                      |                       | Номинация |
| Выбор народа                               | 2013 | Любимая комедийная актриса                                      |                       | Номинация |
| Выбор народа                               | 2013 | Любимая актриса                                                 |                       | Номинация |
| Выбор подростков                           | 2000 | Выбор телесериала: Актриса                                      | Шоу 70-х              | Номинация |
| Выбор подростков                           | 2001 | Выбор телесериала: Актриса                                      | Шоу 70-х              | Номинация |
| Выбор подростков                           | 2002 | Выбор телесериала: Актриса комедии                              | Шоу 70-х              | Номинация |
| Выбор подростков                           | 2003 | Выбор телесериала: Актриса комедии                              | Шоу 70-х              | Номинация |
| Выбор подростков                           | 2004 | Выбор телесериала: Актриса комедии                              | Шоу 70-х              | Номинация |
| Выбор подростков                           | 2005 | Выбор телесериала: Актриса комедии                              | Шоу 70-х              | Номинация |
| Выбор подростков                           | 2006 | Выбор телесериала: Актриса комедии                              | Шоу 70-х              | Номинация |
| Выбор подростков                           | 2008 | Выбор фильма: Тематическая женская роль                         | В пролёте             | Номинация |
| Выбор подростков                           | 2009 | Выбор фильма: Актриса экшна                                     | Макс Пэйн             | Номинация |
| Выбор подростков                           | 2010 | Выбор фильма: Актриса экшна                                     | Книга Илая            | Номинация |
| Выбор подростков                           | 2011 | Выбор фильма: Поцелуй (с Натали Портман)                        | Чёрный лебедь         | Номинация |
| Выбор подростков                           | 2011 | Выбор фильма: Женская сцена                                     | Чёрный лебедь         | Номинация |
| Выбор подростков                           | 2011 | Выбор красотки женского пола                                    |                       | Номинация |
| Выбор подростков                           | 2011 | Выбор звезды летнего фильма: Женская роль                       | Секс по дружбе        | Номинация |
| Выбор подростков                           | 2013 | Выбор фильма: Актриса фантастики                                | Оз: Великий и Ужасный | Номинация |
| Выбор подростков                           | 2013 | Выбор красотки женского пола                                    |                       | Номинация |
| Голливудский кинофестиваль                 | 2010 |                                                                 |                       | Победа    |
| Золотой глобус                             | 2011 | Лучшая женская роль второго плана                               | Чёрный лебедь         | Номинация |
| Кинонаграды MTV                            | 2011 | Лучший поцелуй (с Натали Портман)                               | Чёрный лебедь         | Номинация |
| Кинонаграды MTV                            | 2013 | Лучший поцелуй (с Марком Уолбергом)                             | Третий лишний         | Номинация |
| Кинонаграды MTV                            | 2013 | Лучшая женская роль                                             | Третий лишний         | Номинация |
| Кинонаграды MTV                            | 2014 | Лучший злодей                                                   | Оз: Великий и Ужасный | Победа    |
| Молодая звезда                             | 1999 | Лучшая молодая актриса в комедийном телесериале                 | Шоу 70-х              | Победа    |
| Молодая звезда                             | 2000 | Лучшая молодая актриса/исполнение роли в комедийном телесериале | Шоу 70-х              | Победа    |
| Молодой актёр                              | 1999 | Лучший молодой ансамбль в телесериале                           | Шоу 70-х              | Номинация |
| Молодой актёр                              | 2000 | Лучшая молодая актриса комедийного телесериала                  | Шоу 70-х              | Номинация |
| Молодой актёр                              | 2001 | Лучшая молодая актриса комедийного телесериала                  | Шоу 70-х              | Номинация |
| Молодой Голливуд                           | 2002 | One to Watch — Female                                           | Шоу 70-х              | Победа    |
| Общество кинокритиков Лас-Вегаса           | 2010 | Лучшая актриса второго плана                                    | Чёрный лебедь         | Номинация |
| Общество онлайн-кинокритиков               | 2011 | Лучшая актриса второго плана                                    | Чёрный лебедь         | Номинация |
| Премия Гильдии киноактёров США             | 2011 | Лучшая женская роль второго плана                               | Чёрный лебедь         | Номинация |
| Премия Гильдии киноактёров США             | 2011 | Лучший актёрский состав в игровом кино                          | Чёрный лебедь         | Номинация |
| Премия имени Рембрандта                    | 2012 | Лучшая международная актриса                                    | Секс по дружбе        | Номинация |
| Сатурн                                     | 2011 | Лучшая киноактриса второго плана                                | Чёрный лебедь         | Победа    |
| Энни                                       | 2007 | Лучшая озвучка в анимационном телевизионном фильме              | Гриффины              | Номинация |